# Švýcarská národní knihovna
Švýcarská národní knihovna (německy Schweizerische Nationalbibliothek, dříve Schweizerische Landesbibliothek, francouzsky Bibliothèque nationale suisse, italsky Biblioteca nazionale svizzera) je centrální národní knihovna Švýcarska. Knihovna je součástí Federálního úřadu pro kulturu, je pověřena shromažďováním, katalogizací a uchováváním informací ve všech oblastech, oborech a médiích souvisejících se Švýcarskem a zajišťováním co nejširší dostupnosti těchto údajů a jejich šíření. Instituce má být otevřena pro všechny a rozsahem své sbírky má odrážet rozmanitost švýcarské kultury. Jedná se o památku národního významu.

## Historie

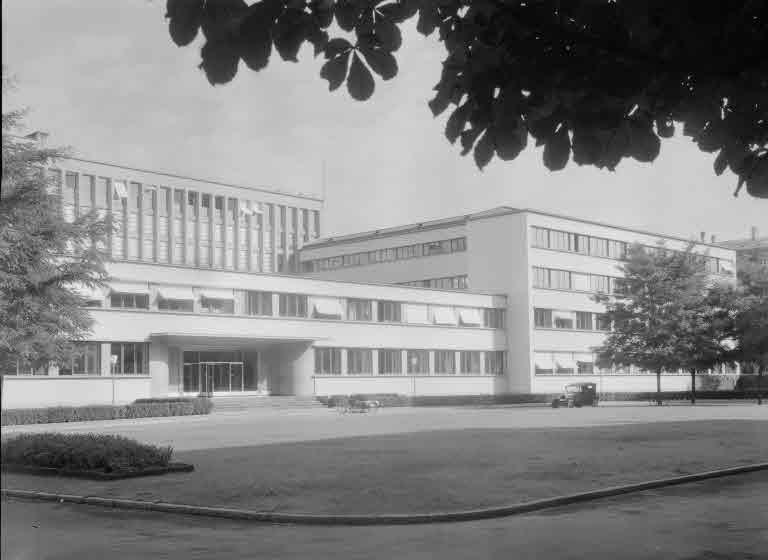
Budova knihovny asi v roce 1936

Plán na zřízení národní knihovny byl vypracován již kolem roku 1800, ale nemohl být realizován. Švýcarská národní knihovna byla zřízena v souladu s federálním výnosem ze dne 28. června 1894 a zahájila svou činnost 2. května 1895. Prvním místem, kde knihovna v roce 1895 sídlila, byl čtyřpokojový dům bez elektrického osvětlení a telefonního připojení na Christoffelgasse 7 v Bernu. V roce 1899 se knihovna přestěhovala do budovy Federálního archivu. Od roku 1931 sídlí na dnešní adrese Hallwylstrasse 15 v bernské čtvrti Kirchenfeld. Roku 1989 se instituce stala součástí Federálního úřadu pro kulturu. Do roku 2007 se knihovna jmenovala Schweizerische Landesbibliothek. V roce 2008 byla aktivována online archivní databáze HelveticArchives, která zpřístupňuje sbírky švýcarského archivu literatury a grafické sbírky.

## O knihovně
Knihovna se nachází v sedmiposchoďové budově ze 30. let 20. století. Literaturu si zde může půjčit absenčně každý občan starší 18 let, který má trvalé bydliště ve Švýcarsku. V přízemí se nachází studovna, informace a katalogy, výpůjční služba, noviny na mikrofilmech, literatura z oblasti informačních věd, místnost pro výstavy. První patro je specializované na švýcarské dějiny a švýcarský tisk, druhé na švýcarskou literaturu, švýcarské umění a architekturu. Třetí patro je vyhrazeno pro švýcarský literární archiv.

## Fond knihovny
Fond Švýcarské národní knihovny zahrnuje rozsáhlou sbírku knih, novin, map a atlasů, oficiálních publikací, partitur, plakátů, obrazů, pohlednic a rukopisů. Obsahuje také veškerou produkci švýcarských vydavatelů ve všech jazycích, každý rok tak knihovna získá téměř 15 000 nových publikací.

## Galerie

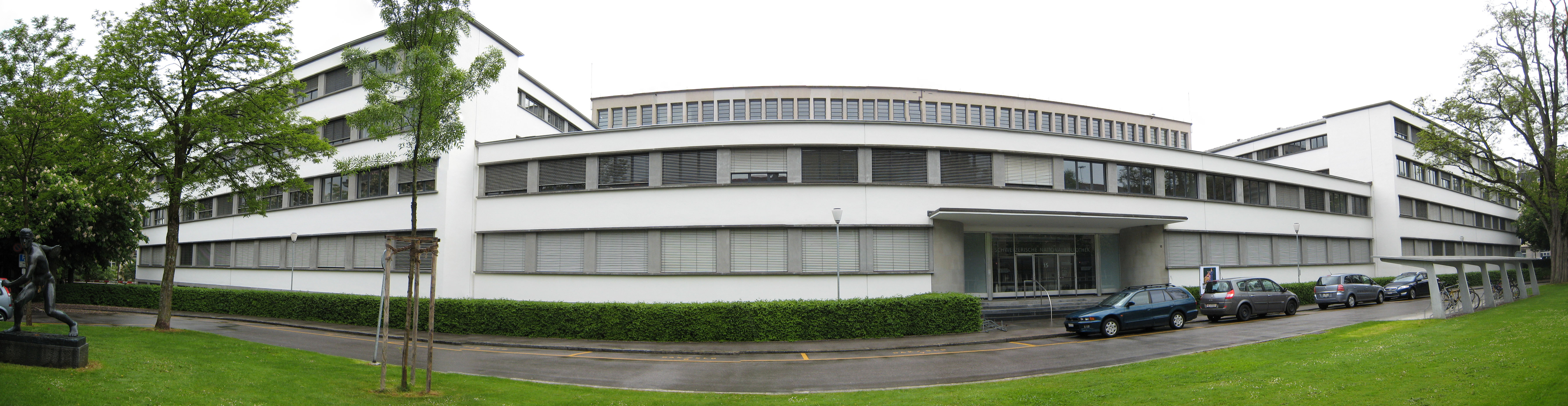
Budova Švýcarské národní knihovny
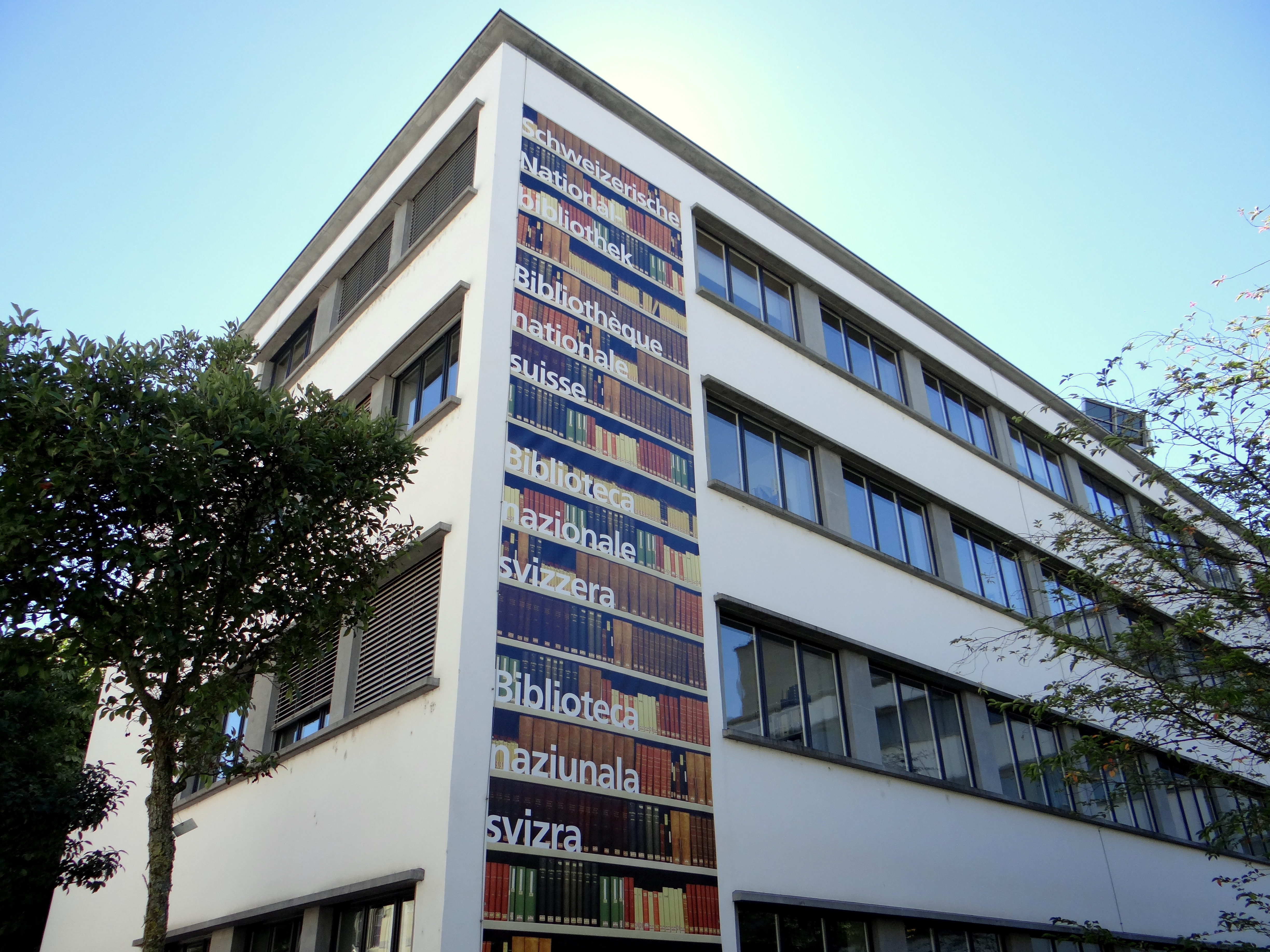
Pohled na budovu
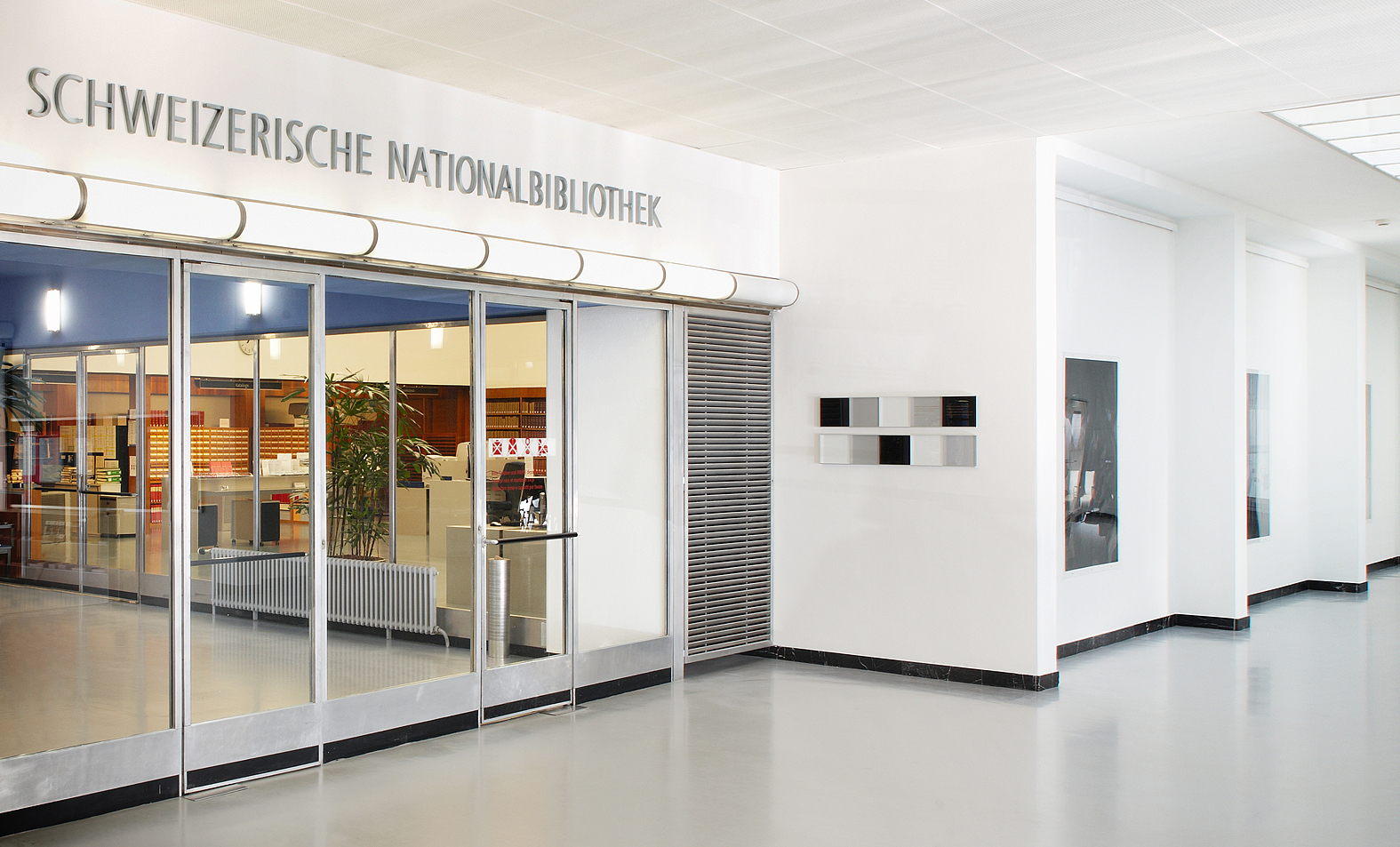
Chodba s vchodem do knihovny
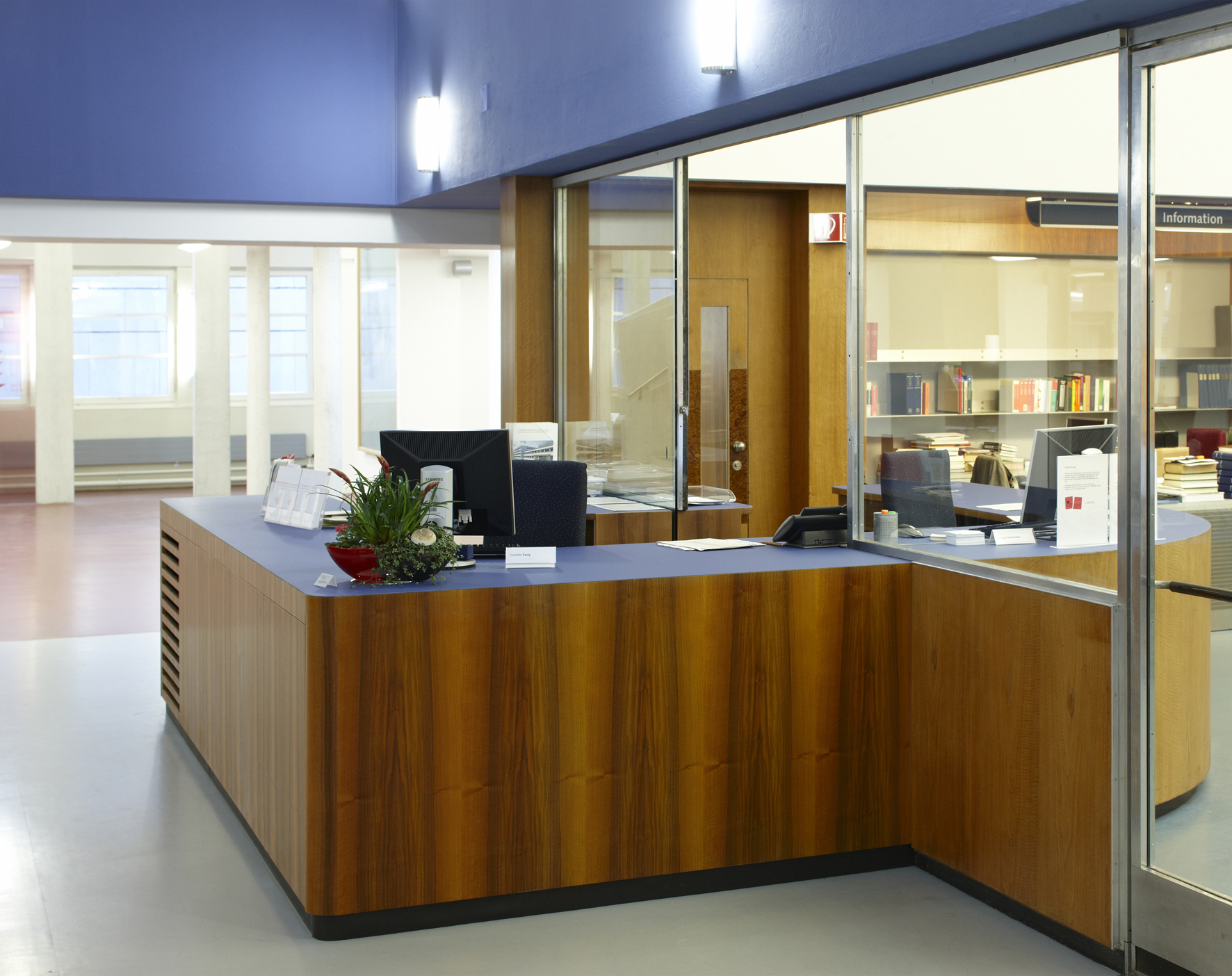
Foyer s informačním pultem
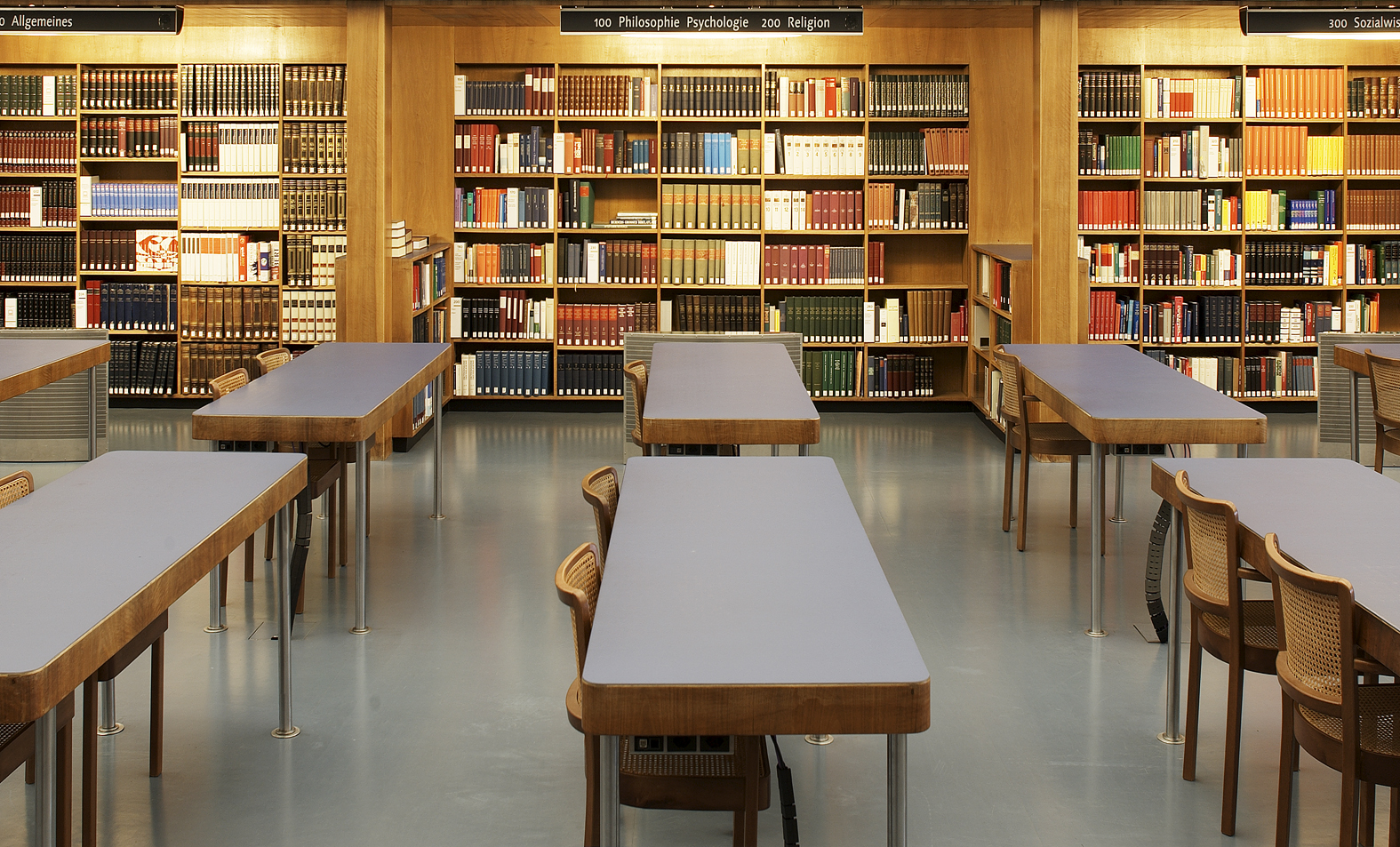
Interiér knihovny - čítárna